# Eddie's Archive
Eddie's Archive é um box set da banda britânica de Heavy Metal Iron Maiden. O boxset, uma turna de metal em relevo contendo a face do mascote Eddie, contém três discos duplos, a árvore genealógica do Iron Maiden e um copo de vidro. A árvore genealógica é uma versão atualizada da original vinda do A Real Dead One em 1993.
Eddie's Archive foi originalmente lançado em edição limitada, com a árvore genealógica numerada. Todavia, devido a demanda, foi posteriormente relançada com uma cor diferente (mudada do azul para o vermelho) e com a árvore genealógica sem número, com intento de preservar o valor do lançamento original.
Falando sobre a caixa, o baixista e fundador Steve Harris comentou: "Eddie's Archive foi lançado para o verdadeiro colecionador. Nós sempre tentamos arduamente manter a qualidade para as pessoas. Faríamos muito dinheiro se não fizéssemos uma embalagem como aquela, mas nós fazemos porque temos orgulho do legado do Iron Maiden e queremos manter respeito para com os fãs.
| Críticas profissionais                                                      | Críticas profissionais |
| Avaliações da crítica                                                       | Avaliações da crítica  |
| Fonte                                                                       | Avaliação              |
| --------------------------------------------------------------------------- | ---------------------- |
| Allmusic                                                                    | [ 5 ]                  |
| Esta tabela precisa de ser acompanhada por texto em prosa. Consulte o guia. |                        |

## Conteúdo
1. The BBC Archives
  - Contendo gravações de diversas fases do Iron Maiden, desde uma apresentação na Rádio BBC em 1979, passando pelo Reading Festival em 1980 e 1982 e culminando com uma antológica passagem pelo Monsters of Rock de 1988 em Donington.
2. Beast over Hammersmith
  - Contém um dos primeiros shows com Bruce Dickinson nos vocais em 1982, ainda antes do lançamento do The Number of the Beast.
3. Best of the B'Sides
  - É uma coletânea dos singles da banda entre 1980 e 1999.